# 河南店镇
河南店镇，是中华人民共和国河北省邯郸市涉县下辖的一个乡镇级行政单位。地处涉县中部偏南，东临固新镇，南连神头乡，西接山西省黎城县东阳关镇，北接索堡镇。

## 行政区划
河南店镇下辖以下地区：
王堡村、赤岸村、会里村、沿头村、岭后村、河一村、河二村、河三村、河四村、南庄村、茨村、庄上村、胡峪村、石岗村、立邱村、卸甲村、石龙村和杨庄村。

## 中国传统村落
- 赤岸村